# Noční práce (kniha)
Noční práce je třetí román českého spisovatele Jáchyma Topola. Knihu poprvé publikovalo v roce 2001 nakladatelství Torst a v pozdějších letech byla přeložena do různých dalších jazyků. Příběh se odehrává ve vesnickém prostředí v šedesátých letech dvacátého století. Roku 2019 uvedlo Národní divadlo v Praze ve Stavovském divadle scénickou adaptaci knihy pod názvem Kouzelná země v režii Jana Mikuláška.

## Překlady
- francouzština (Missions nocturnes, 2002, Marianne Canavaggio)
- němčina (Nachtarbeit, 2003, Eva Profousová a Beate Smandek)
- nizozemština (Nachtwerk, 2003, Edgar de Bruin)
- polština (Nocna praca, 2004, Leszek Engelking)
- maďarština (Éjszakai munka, 2004, Péter Koloszár)
- italština (Lavorna notturno, 2006, Laura Angeloni)
- španělština (Misiones nocturnas, 2006, Kepa Uharte)
- norština (Nattarbeid, 2007, Kristin Sofie Kilsti)
- chorvatsky (Noćni posao, 2007, Sanja Milićević Armada)
- švédština (Nattarbete, 2008, Tora Hedin)
- angličtina (Nightwork, 2014, Marek Tomin)
- makedonština (Ноќна работа, 2016, Donka Rous)
- slovinština (Nočno delo, 2016 Nives Vidrih)
- srbština (Noćna smena, 2017, Uroš Nikolić)
- bulharština (Нощни работи, 2019, Анжелина Пенчева – Anželina Penčeva)